# Alesja Turava
Alesja Turava (belorusko Алеся Турава), beloruska atletinja, * 6. december 1979, Sovjetska zveza.
Ni nastopila na poletnih olimpijskih igrah. Na evropskih prvenstvih je osvojila naslov prvakinje v teku na 3000 m z zaprekami leta 2006, na evropskih dvoranskih prvenstvih pa bronasto medaljo v teku na 1500 m. Leta 2002 je dvakrat zapored postavila svetovni rekord v teku na 3000 m z zaprekami, ki ga je držala do leta 2003.